# 清流館
清流館（せいりゅうかん、朝: 청류관〈チョンリュグァン〉、英: "Chongnyu Restaurant" ）は朝鮮民主主義人民共和国（北朝鮮）平壌市中区域東城洞に所在し、普通江）河畔にある朝鮮料理レストランである。蒼光院と滑冰館 (Ice Rink) に隣接し、30年以上の歴史を持つ。代表的なメニューは平壌冷麺。北朝鮮で最大規模を誇る最高級レストランの1つであり、玉流館と並ぶ同国を代表する規模と格式を持つ店とされている。

## 概要
1981年12月に建設され、翌年4月、金日成国家主席の70歳の誕生日を控えてオープンした北朝鮮最大規模の飲食店である。総工面積は1万2千km2であり、地上4階・地下1階建て である。
船型をした建物で、床には宝石のような色彩の石材が用いられており、螺旋階段の周囲を吊るしランプが囲んでいる。風光明媚な普通江河畔に位置し、川向うから眺めれば普通江に浮かび上がる遊覧船のように見える。ロビーには北朝鮮の名勝・金剛山にある湖「三日浦」の壁画がある。 2階は家族向け大衆食堂、3階はオフィス、4階は外食専門施設となっており、神仙爐 やバーベキュー（바비큐、烤肉《燒烤》）が用意されている。
朝鮮料理のみならず中華料理、西洋料理を含めて100種類以上の料理を扱っており、メニューの多様性は、清流館が玉流館を圧倒する。神仙爐と平壌オンバン が最も著名であり、チヂミ、ボラのスープ、魚肉チゲ、補身湯、五穀飯、食醢（シッケ）など も人気である。

## 交通機関
- 平壌地下鉄革新線 - 黄金原駅